# San Pietro in Amantea

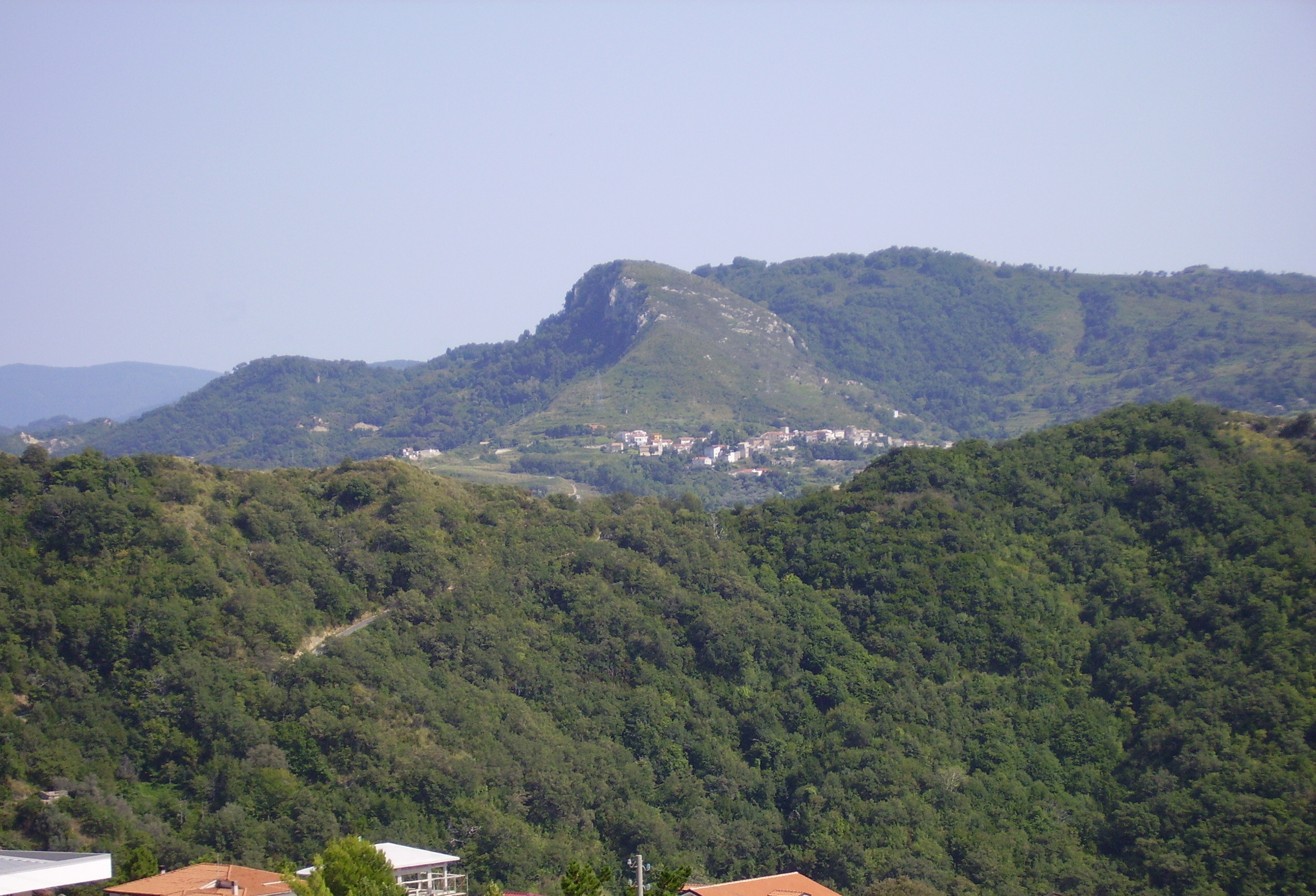
Panorama

San Pietro in Amantea ist eine italienische Gemeinde mit 466 Einwohnern (Stand 31. Dezember 2023) in der Provinz Cosenza in Kalabrien.
Das Gebiet der Gemeinde liegt auf einer Höhe von 374 m über dem Meeresspiegel und umfasst eine Fläche von 10 km². San Pietro in Amantea liegt etwa 40 km südwestlich von Cosenza. Die Nachbargemeinden sind Aiello Calabro, Amantea, Belmonte Calabro und Lago.